# لئونید کمیت
لئونید کمیت (روسی: Алексей Александрович Кмита́؛ ۲۵ فوریهٔ ۱۹۰۸ – ۱۱ مارس ۱۹۸۲) بازیگر، و بازیگر سینما اهل امپراتوری روسیه بود.
از فیلم‌ها یا برنامه‌های تلویزیونی که وی در آن نقش داشته‌است می‌توان به چاپایف، جنگ و صلح، و بیا اینجا، مختار! اشاره کرد.
وی همچنین برندهٔ جوایزی همچون هنرمند مردمی جمهوری شوروی فدراتیو سوسیالیستی روسیه شده‌است.